# Wolnomularstwo Narodowe
Wolnomularstwo Narodowe – organizacja stworzona przez majora Waleriana Łukasińskiego 3 maja 1819, rozwiązana w sierpniu 1820. Przyjęła strukturę wolnomularską. Podstawowymi komórkami organizacji były loże, kierowane przez kapitułę. Zachowano obrzędowość wolnomularską i 4 stopnie wtajemniczenia. Powołano loże w Warszawie, Kaliszu, Wilnie i Poznaniu. Skupiały około 200 osób, wśród których przeważali oficerowie niższych stopni.
W swoim pamiętniku W. Łukasiński naszkicował cele Wolnomularstwa Narodowego: 
- Zniszczyć obawę i niedowierzanie i na to miejsce utwierdzić zaufanie.
- Wiele oficerów, nawet niewinnych, wypędzono z wojska, którym trudno było znaleźć przytułek, każdy bowiem szczerze lub pozornie odmawiał im swego domu z obawy, aby nie stać się podejrzanym i prześladowanym.
- Obchodzić się ludzko z żołnierzami, aby zmniejszyć zbiegostwo i wybawić żołnierzy od tych strasznych kar, które znoszą i jeszcze od samobójstwa.

Wolnomularstwo Narodowe zostało rozwiązane w 1820 wskutek sprzeczności w kierownictwie i zagrożenia aresztowaniem jego członków. Rok później Łukasiński utworzył Narodowe Towarzystwo Patriotyczne.
Sąd Wojenny Najwyższy w zastępstwie Sądu Sejmowego oskarżył 6 członków Wolnomularstwa Narodowego. Wśród 5 członków sądu 4 było wolnomularzami.